# 大阪市立北巽小学校

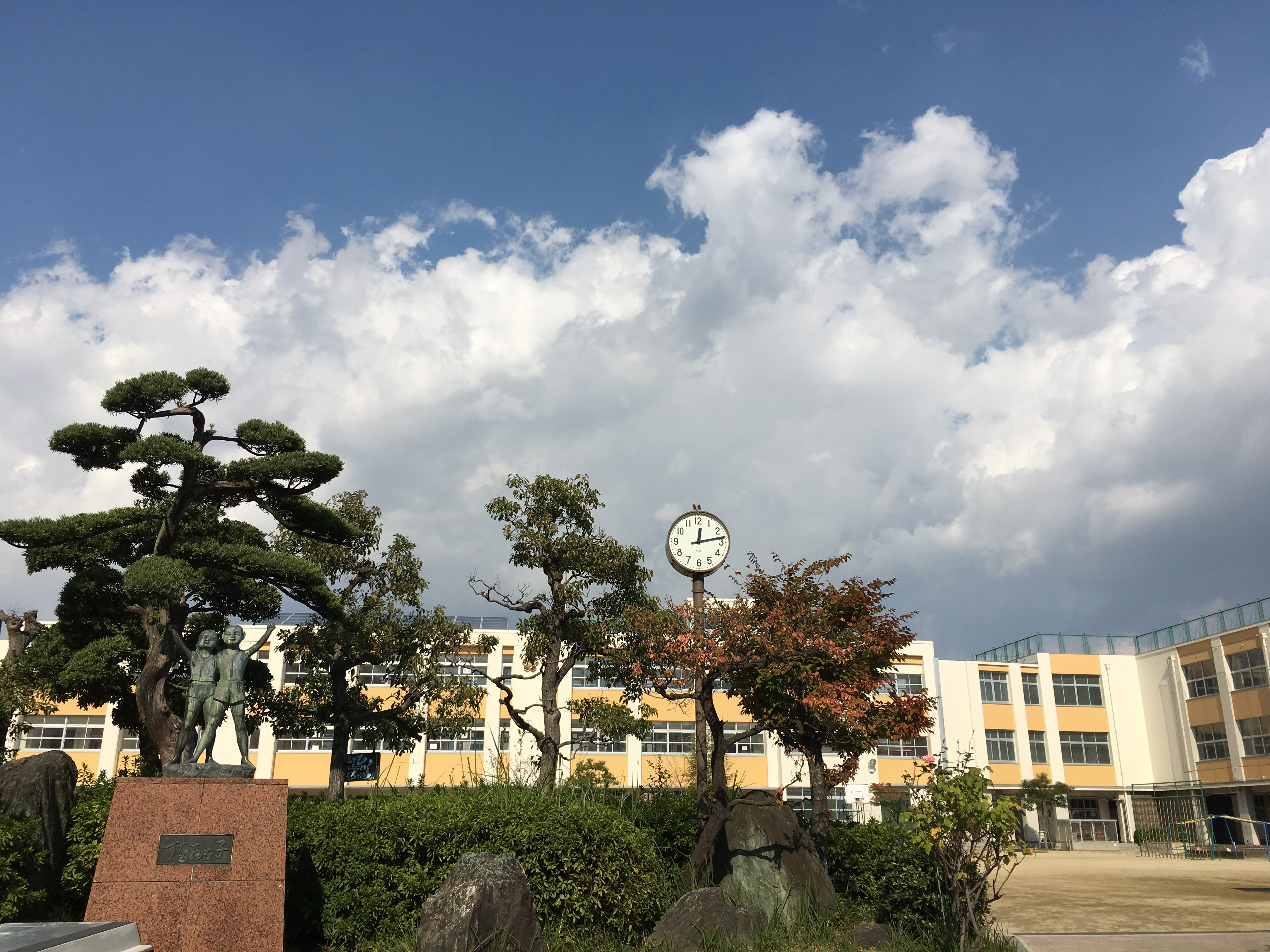
北巽小学校 旧正門より

大阪市立北巽小学校（おおさかしりつ きたたつみ しょうがっこう）は、大阪府大阪市生野区にある公立小学校。

## 沿革
巽町立小学校（現在の大阪市立巽小学校）の分校として、当時の中河内郡巽町に1950年に設置されたことに始まる。翌1951年に巽町で2番目の小学校・巽第二小学校として独立開校した。
1955年には巽町が大阪市に編入されたことに伴い大阪市立巽第二小学校と改称したが、翌1956年には北巽小学校に改称した。

### 年表
- 1950年9月 - 巽町立小学校分校として発足。
- 1951年4月1日 - 巽町立巽第二小学校として独立開校。
- 1955年4月3日 - 巽町が大阪市に編入されたことに伴い、大阪市立巽第二小学校と改称。
- 1956年4月 - 大阪市立北巽小学校と改称。
- 1960年10月 - 校歌制定。
- 1982年10月 - 講堂兼体育館落成。
- 1989年6月 - 民族学級設置。

## 通学区域
- 大阪市生野区 巽西1丁目、巽西2丁目（一部）、巽中1丁目（一部）、巽中2丁目（一部）、巽北1丁目-4丁目、田島1丁目（一部）、田島2丁目（一部）。

卒業生は大阪市立巽中学校に進学する。

## 交通
- 地下鉄千日前線 北巽駅 西へ約800m。